# 김정훈 (신학자)
김정훈(1953년 11월 10일{호적 1955.1.15}~)은 대한민국의 신학자이자 백석대학교에서 신약학 교수를 역임하였다.
그는 국내외 학계에서 에베소서 권위자로 통한다. 영국 더럼 대학교의 제임스 던 교수와 글래스고 대학교의 존 바클레이 교수 등 세계적인 석학들로부터 사사를 받았다. 현재 BnC Mission Center 대표이다. 그는 독립운동가 김인두의 손자이다. 호는 어인(魚仁)이다.

## 신학 방법
이숙영 박사에 따르면 김정훈 교수는 교회론적 하나님 나라의 강조와 믿는 자의 실천적 삶의 중요성에 대한 강조와 종말론적 그리스도의 재림 신앙 - 그리스도의 재림과 함께 그 나라가 최종 완성을 보게 될 것이라고 하는 - 에 대한 강조는 그의 신학체계의 근본 틀이 무엇인지 엿볼 수 있게 해준다고 한다. 그의 신학의 특징은 한마디로 성경적이고 융복합적(融複合的)이고 입체적이며, 또한 실천적이라고 할 수 있다고 평가하였다.

## 학력
- 1979. 2   총신대학교(B.A.)
- 1985. 12  합동신학교(M.Div.)
- 1993. 12  영국, 더람대학교(University of Durham) 신학대학원(M.A.)
- 1998. 8   영국, 글라스고대학교(University of Glasgow) 신학대학원(Ph.D.)

### 교수 활동
- 1998. 8. 24 - 2000. 2. 29 광신대학교 전임교수(조교수)
- 2000. 3. 1  - 2006. 3. 31    백석대학교 조교수
- 2006. 4. 1  - 2013. 3. 31     백석대학교 부교수
- 2014. 4. 1  – 2020. 2. 28  백석대학교 교수
- 2020. 2. 28  백석대학교 정년퇴임

## 경력
- 2020. 3. 1  - 현재 BnC Mission Center 대표

### 목회 활동
- 1976. 4.1 - 1981. 12. 20      충현교회 교육전도사
- 1984. 1. 1  - 1989. 9. 6      강변교회 전도사, 강도사, 부목사
- 1992. 3 – 1998. 8 Durham Presbyterian Church 협동목사
- 1998. 11. 1 - 2000. 2. 29      광주중앙교회 협동목사
- 2006. 10. 26 – 2014. 12. 31 하늘문교회 설교목사

## 학위 논문
- M.A.: The Church As the Body of Christ: Ecclesiology in Ephesians in the                  Light of Eph. 1:22-23.
- Ph.D.: The Significance of Clothing Imagery in the Pauline Corpus.

## 저서
- Kim, Jung Hoon. The Significance of Clothing Imagery in the Pauline Corpus, JSNTS 268, ed. Mark Goodacre(London/New York: T. & T. Clark       International, 2004).
- 김정훈, 『작은 구름 한 조각』(서울: Th. & E., 2008).
- 『약속, 성취, 그리고 하나님 나라』(서울: Th. & E., 2012).
- 『바울서신연구』(서울: Th. & E., 2014).
- 『사도들의 설교와 신학』(수정증보판; 서울: 도서출판 그리심, 2019).

## 역서
- Kistemaker, S. Calvinism, 『칼빈주의』, 김정훈 역(서울: 성광문화사, 1982).
- Clowney, E.P. Preaching and Biblical Theology, 『설교와 성경신학』, 김정훈 역(서울: 한국기독교교육연구원, 1982).
- Ridderbos, H. Studies in Scripture and Its Authority, 『성경의 권위』, 김정훈 역(서울: 한국기독 교교육연구원, 1982).
- Ironside, H.A. Hosea, 『호세아』, 김정훈·이상원 공역(서울: 복자서원, 1990).
- Milne, B. Know the Truth, 『복음주의 조직신학 개론』, 김정훈 역(서울: 크리스찬다이제스트, 1999).
- Best, E. Ephesians, New Testament Guide, 『에베소서』, 신약성경가이드(서울: 이레서원, 2003).
- Nestle-Aland, Greek New Testament, 『우리말성경』, 박철현·강정주·이성훈·유윤종·최순진·허주· 김정훈 공역(서울:두란노, 2005).

## 논문
김정훈, “칼빈의 인간관,” 『칼빈과 개혁신학』, 정규오 목사 퇴임논총(광주: 광신대학교출판부, 1999): 137-68.
- “칼빈의 예정론,” 『광신논단』(광주: 광신대학교출판부, 2000)
- “유기적 통일체로서의 교회: 에베소서 4:1-16에 대한 연구,” 『종교개혁과 개혁신학』, 홍치모 교수 은퇴기념논문집(서울: 성광문화사, 2000): 925-48.
- “사도행전도 ‘하나님 나라’의 관점에서?” 『성서사랑방』 제14호(서울: 한국신학정보연구원, 2000): 70-81.
- “하나님을 찬미할 세 가지 이유,” 『성서마당』 제42호(서울: 한국성서학연구소, 2000)
- “바울서신에 나타난 ‘옷 입음’ 은유를 이해하기 위한 종교사적 배경연구,” 『신약신학저널』, Vol. 1 (서울: 이레서원, 2000, 창간호): 33-56.
- “바울서신에 나타난 ‘옷 입음’ 은유의 의미,” 『신약신학저널』 Vol. 3(서울: 이레서원, 2000, 제1권 3호): 227-45.
- “우주의 머리되시는 그리스도와 교회”, 『신학정론』, 제18권 2호(수원: 합동신학대학원대학교출판부, 2000): 399-424.
- “에베소서의 플레로마에 대한 종교사적 배경연구,” 『신약신학저널』, Vol. 5(서울: 이레서원, 2001, 제2권 2호): 126-45.
- “‘그리스도의 몸’으로서의 교회(엡 1:23a): 문맥과 어구 자체에 대한 고찰,” 『신약신학저널』, Vol. 9(서울: 이레서원, 2001, 제3권 2호): 176-89.
- “박영선 목사의 설교와 성경해석,” 『박영선 목사와 그의 설교』, 학국교회 설교자와 설교 세미나 제1회(서울: 개혁신학연구소, 2001): 121-37.
- “그리스도의 충만으로서의 교회: 엡 1:23bc연구,” 『신학정론』 제19권 2호(수원: 합동신학대학원대학교출판부, 2001): 429-52.
- “에베소서에 나타난 케팔레의 종교사적 배경연구,” 『칼빈의 신학과 한국교회의 과 제』, 신복윤 명예총장 은퇴 기념논문집(수원: 합동신학대학원출판부, 2002).
- “스데반의 설교와 신학: 성경적 급진주의(?),” 『기독신학저널』, Vol. 2(서울: 천안대학교기독신학대학원, 2002): 29-62.
- “재난과 극복,” 『성서마당』 제57호(서울: 한국성서학연구소, 2002).
- “에베소서의 배경과 신학적 의의,” 『에베소서‧빌립보서‧골로새서 어떻게 설교할 것인가』, 두란노 HOW주석, Vol. 10, 목회와신학 편집부 엮음(서울: 두란노, 2003): 27-37.
- “에베소서 5:22-33에 내포된 ‘그리스도의 몸’의 의미,” 『기독신학저널』, Vol. 4(서울: 천안대학교 기독신학대학원, 2003): 105-29
- “본문연구: 엡 1:22b를 보다 정확히 읽기 위하여,” 『기독신학저널』, Vol. 5(서울: 천안대학교기독신학대학원, 2003): 227-35.
- “로마서에 나타난 하나님의 의(義),” 『로마서와 하나님의 의(義)』, 프로에클레시아, Vol. 5(서울: 도서출판그리심, 2004)
- “이웃 사랑을 통한 칭의의 실현,” 『로마서와 하나님의 의(義)』, 프로에클레시아, Vol.  5(서울:  도서출판그리심, 2004)
- “서평: 이필찬 저, 『요한계시록 어떻게 읽을 것인가?』,” 『기독신학저널』, Vol. 7(서울: 천안대학 교 기독신학대학원, 2004): 313-21.
- “미리 본 새 하늘과 새 땅(사 65:17-25),” 『이사야서와 세상의 구원』, 프로에클레시아, Vol. 6(서울: 도서출판 Th. & E., 2004): 98-126.
- “신약성경에 나타난 해석학적 단초들,” 『교회와 문화: 오늘날의 성경해석과 설교』, 제15호(서울: 도서출판 토라, 2005): 9-37.
- “하나님 나라의 관점에서 본 가나의 이적(요 2:1-11),” 『요한복음과 영원한 생명』, 프로에클레시아, Vol. 7(서울: 도서출판 Th. & E., 2005)
- “에베소서에 나타난 ‘소마’ 개념의 종교사적 배경연구,” 『그 아들에게 입맞추라』, 윤 영탁 박사 은퇴기념논총(수원: 합동신학대학원출판부, 2005): 323-45.
- “국가에 대한 교회의 정치적 책임에 대하여: 신약을 중심으로,” 장로회신학회 발표 논문(미출판, 2005).
- “본문주석: 히브리서 11:1-3을 보다 깊이 이해하기 위하여,” 『기독신학저널』, Vol. 8(서울: 천안대학교 기독신학대학원, 2005): 257-61.
- “새 세대에 요구된 할례의 징표(수 5:2-9),” 『여호수아서와 약속의 땅』, 프로에클레시아, Vol. 9(서울: 도서출판 Th. & E., 2005): 50-75.
- “번역: 데이빗 힐본, ‘인권의 보편성과 기독교 윤리: 한 복음주의적 관점,” 『기독신학저널』, Vol. 9(서울: 천안대학교 기독신학대학원, 2005): 269-303.
- “Edmund P, Clowney의 설교와 성경신학의 관계에 대한 이해,” 『교회와 문화: 에드문드 클라우니의 신학과 설교』, 제17호(서울: 도서출판 토라, 2006): 5-38.
- “신약 주석을 통해 본 깔뱅의 성경관,” 『한국교회의 신학인식과 실천』, 유강 김영재 박사 은퇴기념논총(수원: 합동신학대학원출판부, 2006): 98-131.
- “사도바울과 영성,” 『기독신학저널』, Vol. 10(서울: 백석대학교 기독신학대학원, 2006): 61-96.
- “예레미야 31:31-34, ‘새 언약’,” 『말씀의 창: 본문주석에서 설교 착상까지』, Vol. 1(서울: 도서출판 Th. & E., 2006): 59-69.
- “히브리서의 배경, 특징, 구조, 내용 그리고 신학,” 『히브리서와 대제사장 예수 그리스도』, 프로에클레시아, Vol. 9(서울: 도서출판 Th. & E., 2006): 12-49.
- “레갑 족속을 통한 실물교육(렘 35:1-19),” 『예레미야서와 선지자적 눈물』, 프로에클레시아, Vol. 10(서울: 도서출판 Th. & E., 2006): 31-50.
- “베드로전서 3;19을 어떻게 읽을 것인가?” 『기독신학저널』, Vol. 12(서울: 백석대학교 기독신학대학원, 2005): 229-37.
- “방언이냐? 예언이냐? (고전 14:1-25),” 『고린도전서와 하나님의 지혜』, 프로에클레시아, Vol. 11(서울: 도서출판 Th. & E., 2007): 60-81.
- “‘말’의 중요성과 질서에 관하여,” 『고린도전서를 어떻게 설교할 것인가』, 두란노 HOW주석, Vol. 40(서울: 두란노아카데미, 2007): 193-203.
- “서평: 조석민, Jesus as Prophet in the Fourth Gospel,” 『기독신학저널』, Vol. 13(서울: 백석대학교 기독신학대학원, 2007): 329-37.
- “제사장의 옷,” 『출애굽기와 하나님의 백성』, 프로에클레시아, Vol. 12(서울: 도서출판 Th. & E., 2007): 217-30.
- “천국이 침노를 당하다(마 11:7-15),” 『마태복음과 예언의 성취』, 프로에클레시아, Vol. 13(서울: 도서출판 Th. & E., 2008): 67-86.
- “마태복음 11:12에 나타난 비아조마이의 의미,” 『기독신학저널』, Vol. 15(서울: 백석대학교 기독신학대학원, 2008): 271-75.
- “에베소서 개관: 평가, 배경, 구조, 그리고 신학,” 『에베소서와 ‘그리스도의 몸’으로서의 교회』, 프로에클레시아, Vol. 15(서울: 도서출판 Th. & E., 2009): 12-35.
- “그리스도의 지옥강하: 벧전 3:18b-20 연구,” 『교회와 문화: 베드로전서 주해와 신학』, 제24호(서울: 도서출판 토라, 2010): 67-103.
- “The Armament Metaphor in 1 Thessalonians 5:4-8,” 『교회와 문화: N.T. 라이트 신학에 대한 성경신학적 입장』, 제25호(서울: 도서출판 나눔과 섬김, 2010): 155-71.
- “누가복음의 기독론,” 『누가복음과 치유자 예수 그리스도』, 프로에클레시아, Vol. 17(서울: 도서출판 Th. & E., 2010): 191-209.
- “에베소서 1:1-23 이해,” 『백석신학저널』, Vol. 19(서울: 백석대학교 신학대학원, 2010): 211-20.
- “에베소서에 나타난 ‘그리스도의 몸의 의미’: 에베소서 2:14-18 주해를 중심으로,” 『백석신학저널』, Vol. 21(서울: 백석대학교 신학대학원, 2010): 107-34.
- “Clothing with Spiritual Armour in Pauline Letters: Focusing on Rom 13:12 and Eph 6:11-17,” 『민수기와 성도의 법도』, 프로에클레시아, Vol. 20(서울: 도서출판 Th. & E., 2011): 113-50.
- “개혁주의생명신학 관점에서 본 신약성경을 어떻게 강의할 것인가?” 『백석신학저널』, Vol. 23(서울: 백석대학교 신학대학원, 2012): 137-60.
- “빌립보서 개관: 배경, 내용 분해, 특징, 그리고 신학,” 『빌립보서와 성도의 기쁨』, 프로에클레시아, Vol. 21(서울: 도서출판 Th. & E., 2012): 12-31.
- “에베소서 4:1-16에 내포된 ‘그리스도의 몸’의 의미,” 『백석신학저널』, Vol. 24(서울: 백석대학교 신학대학원, 2013): 129-50.
- “에베소서 2:11-22 주해,” 『백석신학저널』, Vol. 25(서울: 백석대학교 신학대학원, 2013): 197-209.
- “헌금과 축복(고후 9:1-10),” 『고린도후서와 새 언약의 일꾼』, 프로에클레시아, Vol. 23(서울: 도서출판 Th. & E., 2013): 61-80.
- “칼빈의 칭의론과 새관점주의에 대한 비판적 고찰,” 『백석신학저널』, Vol. 27(서울: 백석대학교 신학대학원, 2014): 133-70.
- “그리스도의 ‘몸’ 곧 ‘충만’으로서의 교회,” 『백석신학저널』, Vol. 29(서울: 백석대학교 신학대학원, 2015): 263-72.
- “‘새 관점’의 근본 틀, ‘칭의’ 이해, 그리고 신자의 ‘행위’ 이해에 대한 비판적 연구,”  『한국개혁신학』, 제52호(2016): 88-147.
- “교회 연합운동의 신학적 토대로서의 개혁주의 생명신학,” 『백석신학저널』, Vol. 30(서울: 백석대학교 신학대학원, 2016): 27-62.
- “보편적 은혜 구원으로서의 하나님 나라,” 『백석신학저널』, Vol. 33(서울: 백석대학교 신학대학원, 2017): 211-22.
- “디모데전서 4:6-16에 나타난 참 목자상: 강해와 설교를 위한 주해적 연구,” 『백석신학저널』, Vol. 35(서울: 백석대학교 신학대학원, 2018): 89-113.

## 참고 문헌
- <한국의 신학자들 1> (아벨서원, 2021년)
- 김철수, 내 삶의 역정: 하늘에서 드리운 손잡고 넘고 또 넘었다. (도서출판 PE, 2004)

## 같이 보기
- 김인두
- 한국의 신학자 목록